# پولک‌سوسمارریختان
پولک‌سوسمارریختان (نام علمی: Lepidosauromorpha) نام یک فرورده از کلاد دوکاوان است.